# Godhed (filosofi)
 For alternative betydninger, se Godhed. (Se også artikler, som begynder med Godhed)
Godhed eller velvilje er et filosofisk og religiøst begreb, der ses som er modsætningen til begrebet ondskab. Godhed betegner det, som er moralsk rigtigt.